# كارل أورباخ
كارل أورباخ (بالإنجليزية: Karl Auerbach)‏ هو محامي أمريكي، ولد في 27 ديسمبر 1949 في لوس أنجلوس في الولايات المتحدة.